# Маннесманн-Мулаг
«Маннесманн-Мулаг» — пушечно-пулемётный бронеавтомобиль Вооружённых сил Российской империи. Первая машина данного класса, поступившая на вооружение русских войск. Разработана в 1914 году для усиления 1-й автопулемётной роты, вооружённой пулемётными бронеавтомобилями «Руссо-Балт тип С». В качестве базы бронеавтомобиля использовано грузовое шасси немецкой фирмы Mannesmann-Mulag. В 1914—1915 годах на Ижорском заводе было построено три экземпляра бронеавтомобиля (с несколько различавшимися характеристиками), использовавшихся Русской Императорской армией в боях Первой мировой войны.

## История создания
В конце лета 1914 года на Ижорском заводе началась постройка первых массовых российских бронеавтомобилей — «Руссо-Балтов тип С». Работы были санкционированы военным министром Российской империи генерал-адъютантом Владимиром Сухомлиновым и осуществлялись под руководством лейб-гвардии Егерского полка полковника Добржанского и штабс-капитана Некрасова.
Однако уже в процессе строительства пулемётных «Руссо-Балтов» стало ясно, что будущей автопулемётной роте необходимо оружие, более мощное, чем пулемёт. Первые бои на Восточном фронте летом 1914 года уже тогда временами приобретали позиционный характер, а это означало, что броневой роте придётся действовать в том числе против укрепившегося противника, располагающего окопами, блиндажами, укрытыми пулемётными точками — то есть всем тем, против чего пулемёт бессилен. Кроме того, противниками «Руссо-Балтов» могли стать их «соплеменники» — вражеские бронеавтомобили. Все эти проблемы решались одним способом: требовалось орудие, а точнее — пушечный броневик.
Вскоре Военному ведомству был представлен ряд «быстрых» проектов бронемашин, вооружённых пушками калибра 37-57 мм. Одним из наиболее удачных являлся проект, предполагавший использование шасси 4-тонного грузового автомобиля немецкой фирмы Mannesmann-Mulag. Ещё незадолго до начала войны несколько машин этого типа было получено из Германии, и в тот момент грузовики были в хорошем техническом состоянии. Проектируя бронеавтомобиль в усовиях нехватки времени, инженеры пошли простым и надежным путём — ходовая часть, двигатель и трансмиссия машины изменениям вообще не подвергались, а бронированный корпус имел весьма простые формы. Полностью бронировались только моторный отсек и кабина водителя, кузов же бронемашины прикрывался невысокими броневыми бортами. В кузове на тумбовой установке за коробчатым бронещитом стволом назад размещалась 47-мм пушка. Кроме того, машина имела два пулемёта.
Первый «Маннесманн-Мулаг» был готов к октябрю 1914 года и в составе 1-й автопулемётной роты (АПР) 19 октября 1914 года убыл на фронт.
В ноябре 1914 года Ижорский завод получил заказ на бронировку ещё двух «Маннесманн-Мулагов». 1-я АПР получила эти машины в марте 1915 года. «Маннесманн-Мулаги» второго типа несколько отличались от первой машины, главным образом потому, что для их постройки использовалось более лёгкое 3-тонное шасси. Кроме того, изменения коснулись состава вооружения броневика.

## Описание конструкции

### Корпус

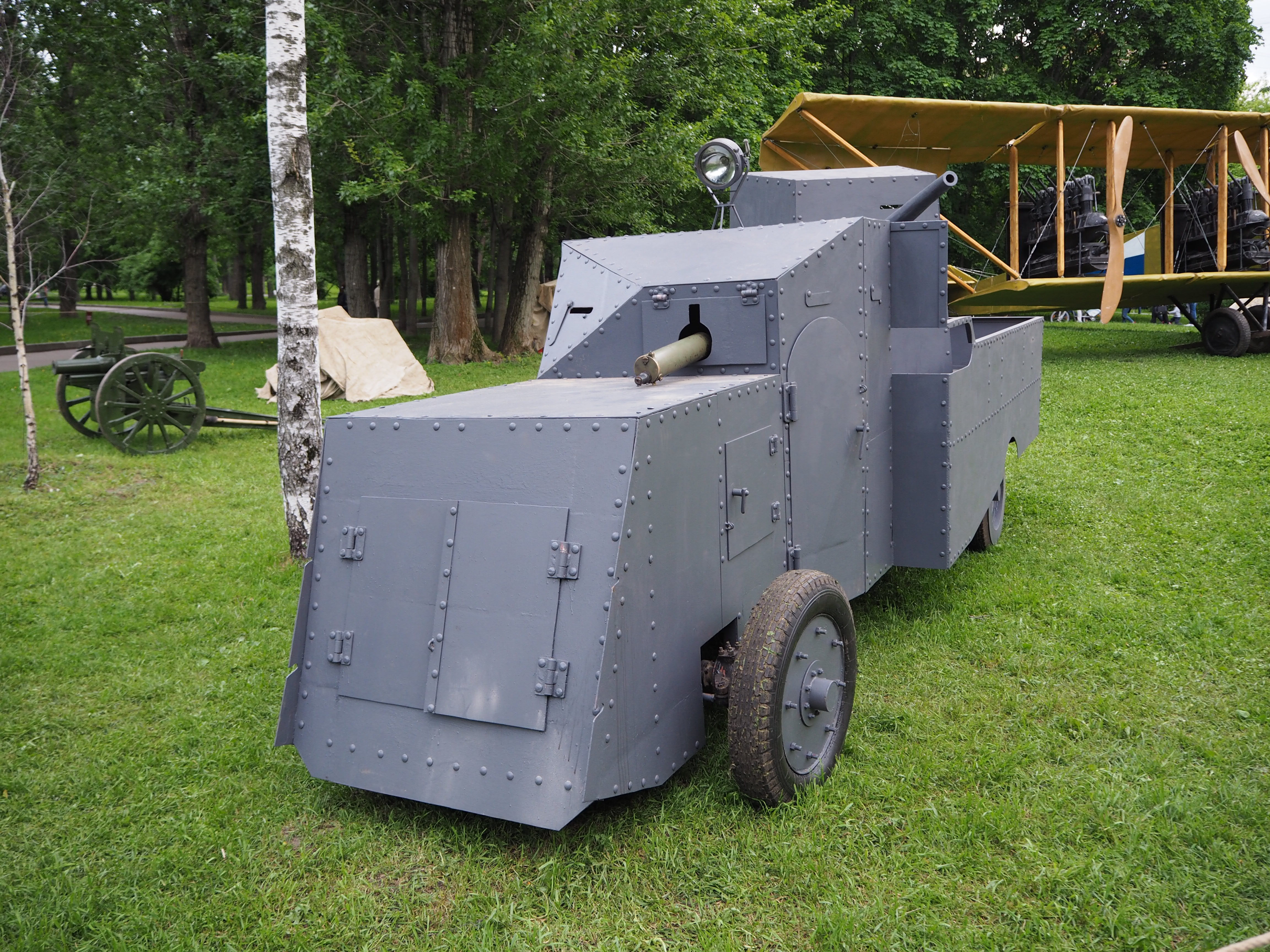
«Маннесманн-Мулаг» на фестивале исторической реконструкции в Мемориальном парке

Бронеавтомобиль имел полубронированный корпус достаточно простых форм, собиравшийся клёпкой на уголках из листов 5-мм катаной броневой стали. Полностью бронированы были только моторный отсек, размещавшийся в носу машины, и кабина водителя позади него. Лобовой лист моторного отсека был несколько скошен и имел двустворчатый люк-дверцу для доступа охлаждающего воздуха к радиатору. В боевой обстановке створки закрывались для предотвращения поражения двигателя. Небольшие дополнительные эксплуатационные люки располагались в бортах моторного отсека.
Позади моторного отсека размещалась бронекабина со скошенной крышей. Доступ в кабину обеспечивался при помощи двух бронедверей с полукруглым верхом в левом и правом бортах, крепившихся на внешних шарнирных петлях и открывавшихся по ходу машины. В кабине находились места водителя и командира машины, при этом водитель располагался справа. Возможности наблюдения за полем боя ему обеспечивали смотровые щели в треугольном лобовом листе и в левом борту над броневой дверью. Кроме того, дополнительные смотровые щели имелись в бронелистах кормовой части кабины (по обоим бортам). В левой, вертикальной части лобового листа кабины располагался скользящий щит с пулемётом, огонь из которого вёл командир машины.
За кабиной следовало открытое боевое отделение — грузовой кузов с деревянным полом-палубой, обшитый по бокам невысокими бронелистами. В кузове с небольшим смещением к корме располагалась тумбовая установка орудия и скрупным коробчатым щитом. Кроме того, в передней части грузового кузова, слева и справа от кабины, имелись амбразуры со шкворневыми установками под пулемёты. Для доступа экипажа в кузов использовалась убиравшаяся вручную навесная лестница.

### Вооружение
Основным вооружением бронеавтомобиля являлась 47-мм морская пушка Гочкисса. Пушка представляла собой нарезное казнозарядное скорострельное корабельное орудие, которое было разработано французской фирмой Hotchkiss et Cie ещё в 1885 году и к началу Первой мировой войны уже начало устаревать. Однако пушка была чрезвычайно лёгкой и отличалась высокой точностью стрельбы.
В боекомплекте орудия имелись чугунные и стальные гранаты русского и, в редких случаях, французского производства. Масса гранаты составляла около 1,5 кг при весе взрывчатого вещества (тротила) около 0,02 кг. Заряд составлял порядка 0,34 кг бездымного пороха. Согласно таблицам стрельбы 1895 года, граната имела начальную скорость 701 м/с и дальность 4575 метров при угле возвышения +10,4°. У дула граната пробивала по нормали броню толщиной 88 мм. Возимый боекомплект орудия был весьма внушителен и составлял 1200 выстрелов.
Орудие размещалось на тумбовой установке в грузовом кузове автомобиля стволом назад и защищалось крупным бронещитом довольно простой коробчатой формы. Из-за габаритов бронещита углы горизонтальной наводки орудия не превышали 12—13° в обе стороны от продольной оси машины.
Вспомогательным вооружением броневика являлись два 7,62-мм пулемёта «Максим» обр. 1910 года, один из которых размещался в установке со скользящим щитом в лобовом листе кабины, а второй устанавливался на шкворне в одной из амбразур кузова и мог при необходимости перебрасываться с одного борта на другой. Боекомплект пулемётов составлял 8000 патронов в 32 лентах по 250 патронов в каждой.
Дополнительно к основному и вспомогательному вооружению, бронеавтомобиль перевозил заряд взрывчатых веществ, составлявший 48 кг (3 пуда) тротила. Взрывчатка могла использоваться для подрыва инженерных сооружений и других объектов (мостов, укреплений, блиндажей, домов с засевшим в них противником и т.д.)

### Двигатель и трансмиссия
Силовой установкой бронеавтомобиля являлся «родной» бензиновый 4-цилиндровый рядный карбюраторный двигатель Mannesman-Mulag жидкостного охлаждения мощностью 50 л.с.. Ходовая часть являлась заднеприводной (4 × 2), крутящий момент передавался на колёса заднего моста при помощи цепей Галля. Подвеска — зависимая, на полуэллиптических стальных рессорах. В ходовой части на переднем мосту использовались односкатные колёса с бронедисками, на заднем — двускатные, увеличенного диаметра, без бронедисков. Колёса оборудовались пулестойкими шинами. Крылья над колёсами переднего моста отсутствовали, верхняя часть задних колёс прикрывалась бортами бронекорпуса.

### Прочее оборудование
Для передвижения в тёмное время суток бронеавтомобиль оборудовался фарой-прожектором, смонтированной на горизонтальной части крыши кабины.

## Отличия бронеавтомобилей второй серии
Бронеавтомобили «Маннесманн-Мулаг», изготовленные на Ижорском заводе зимой 1914—1915 годов, имели несколько существенных отличий от первой машины. Наиболее значимыми из них являлись замена 47-мм орудия на 37-мм пушку Гочкисса и использование более лёгкого шасси 3-тонного грузовика Mannesman-Mulag с двигателем мощностью 42 л.с.
Замена орудия была связана со слабостью фугасного снаряда 47-мм морской пушки, что было особенно ощутимо при борьбе с небронированными целями и пехотой противника. В этом плане 37-мм полуавтоматическая пушка Гочкисса превосходила 47-мм орудие. В её боекомплекте имелись стальные и чугунные осколочные гранаты с зарядом мелинита, обладавшие неплохим фугасным эффектом.
Кроме того, количество пулемётов сократилось до одного, размещавшегося в кабине бронеавтомобиля (амбразуры в бортах кузова исчезли).
Другие изменения были незначительны.

## Служба и боевое применение
В сентябре 1914 года первый бронеавтомобиль «Маннесманн-Мулаг» был включён в состав 4-го взвода 1-й автомобильной пулемётной роты, вместе с двумя другими пушечными автомобилями, которые за неимением времени не были забронированы. В середине октября 1914 года 1-я АПР отправилась на фронт, где поступили в распоряжение штаба 2-й армии. Уже в ноябре 1-я АПР участвовала в боях под городом Лодзь, что на территории современной Польши. Появление у русских пушечного бронеавтомобиля стало для немцев весьма неприятным сюрпризом, особенно учитывая тот факт, что никакой тактики борьбы с подобными бронированными машинами тогда не существовало. К примеру, бои 9 и 10 ноября описываются командованием 1-й АПР следующим образом:

Во время боёв 9 и 10 ноября 1914 года в составе Ловичского отряда, шесть пулемётных машин роты прорвались через занятый неприятелем город Стрыков, а два пушечных поддерживали огнём наступление 9-го и 12-го Туркестанских стрелковых полков. Немцы, попав между двух огней, были выбиты из города, понеся очень крупные потери. 
20 ноября вся рота была расставлена в засады по дорогам в прорыве между 5-й армией и левым флангом 19-го корпуса и Пабьяниц. На рассвете 21 ноября пятью бронеавтомобилями было уничтожено два полка немецкой пехоты, пытавшиеся прорваться в охват левого фланга 19-го корпуса, а автоматическая пушка взорвала передок, выезжавшей на позиции батареи.
Хотя бронирование машин не было полноценным, а скоростные характеристики бронеавтомобилей оставляли желать лучшего, отвага и мужество экипажей компенсировали эти недостатки. Последовавший за описанными выше событиями бой у местечка Пабьянице лишний раз доказал это. 21 ноября 1914 года около 3 часов ночи 4-й взвод 1-й АПР (один броневик «Руссо-Балт тип С» и «Маннесманн-Мулаг») под командованием штабс-капитана П.В. Гурдова получил приказ выдвинуться по Ласскому шоссе, где немцы активно наседали на левый фланг 66-го Бутырского пехотного полка. Отправившиеся на подмогу броневики прибыли как раз тогда, когда немцы всё-таки смогли сбить бутырцев с их позиций — русские войска начали отступать, а немцы подступили к шоссе вплотную. Бронеавтомобили Гурдова врезались в наступавшие цепи немцев с ходу, открыв ураганный огонь из всех пулемётов. Ошарашенные немцы прекратили атаку и залегли, открыв ответный винтовочный огонь. Дистанция была предельно короткой — около 50 метров, и немецкие пули прошивали броню русских машин, раня их экипажи. Все бойцы Гурдова были ранены, сам штабс-капитан получил ранение в левую сторону шеи, четыре пулемёта из шести вышли из строя. Отстреливаясь из оставшегося оружия, раненые члены экипажей под огнём противника вручную откатили броневики к позициям Бутырского полка, откуда их впоследствии отбуксировали в тыл. За этот бой штабс-капитан Гурдов был награждён орденом Святого Георгия IV степени, став первым георгиевским кавалером роты.
22 ноября 1914 года подбитые броневики 4-го взвода 1-й АПР были отведены для ремонта в Варшаву, где они находились почти до конца января 1915 года. 25 января 1915 года взвод штабс-капитана Гурдова вновь отправился на фронт, где поступил в распоряжение 1-го Сибирского армейского корпуса.
Ночью 10 февраля неподалёку от города Маков (пол. Makow Mazowiecki) Ломжинской губернии взвод обстрелял окопы противника и без потерь вернувшись обратно. 12 февраля около 11 часов вечера 4-й взвод вместе с ещё двумя бронеавтомобилями выдвинулся из деревни Богато и в районе деревни Добржанково неожиданно наткнулся на четыре немецких полка, которые немедленно открыли сильный ружейный огонь с расстояния всего в 20 шагов. Сразу же после начала боя штабс-капитан Гурдов был смертельно ранен. Бой был скоротечен, ещё 5 нижних чинов было убито, 1 офицер и 18 нижних чинов были ранены. Немцы смогли повредить пулемётные машины и уничтожить «Маннесманн-Мулаг», который загорелся от попадания в двигатель. От полной гибели взвод спасли шедшие в арьергарде бронемашины 1-го взвода, которые, придя на подмогу, сумели разбить противника, выгнать его из окопов и занять деревню, но 4-й взвод 1-й АПР практически перестал существовать.
В марте 1915 года 1-я АПР получила два «Маннесманна» второй серии, однако об их дальнейшей судьбе сведений сохранилось крайне мало. Поскольку вплоть до событий октября 1917 года 1-я АПР практически не вылезала из боёв, вероятнее всего, до конца 1917 года эти броневики находились в составе действующей армии, после чего попали в руки большевиков. Достоверно известно, что один из них 7 ноября 1918 года принимал участие в параде, посвящённом первой годовщине Октябрьской революции. В 1921 году один «Маннесманн-Мулаг» (возможно, тот же самый) числился на балансе 1-го Броневого танко-автомобильного ремонтного завода в Москве, а вскоре был разбронирован по причине полного износа и отсутствия запчастей.

## Оценка машины
В целом, степень «удачности» бронеавтомобиля «Маннесманн-Мулаг» можно оценить, как среднюю. Создававшийся во многом «на свой страх и риск», в условиях практически полного отсутствия опыта боевого применения подобных машин и к тому же в сжатые сроки, «Маннесманн-Мулаг» обладал как сильными, так и слабыми сторонами. Огневая мощь броневика вполне соответствовала требованиям, хотя фугасные гранаты 47-мм орудия были несколько слабоваты. Установка на последующих машинах 37-мм орудия Гочкисса отчасти решила эту проблему, заодно повысив показатели скорострельности. Правда, размещение пулемётов было не совсем удачным — выдвигаясь в бой задним ходом (в соответствии с практиковавшейся в то время тактикой применения бронеавтомобилей), броневик практически не мог вести пулемётного огня по противнику. Поскольку стационарных кормовых пулемётных установок не предусматривалось, стрелять из пулемёта можно было только «с борта», при этом пулемётчик подвергал себя опасности быть серьёзно раненым. Серьёзным минусом было и неполноценное бронирование машины, не обеспечивавшее до́лжного уровня защищённости экипажа и узлов машины. Кроме того, броневик в целом был весьма громоздок и неповоротлив, что снижало его тактическую ценность.
Однако опыт, полученный в войсках при эксплуатации «Маннесманнов», первых русских пушечных бронеавтомобилей, послужил базой для проектирования более поздних и более совершенных в техническом отношении машин, таких, как Гарфорд-Путилов, «Мерседес» Былинского, Мгебров-Уайт и др.